# موريس لي رو
موريس لي رو (بالفرنسية: Maurice Le Roux)‏ هو ملحن فرنسي، ولد في 6 فبراير 1923 في باريس في فرنسا، وتوفي في 19 أكتوبر 1992 في أفينيون في فرنسا.

## وصلات خارجية
- موريس لي رو على موقع IMDb (الإنجليزية)
- موريس لي رو على موقع ميوزك برينز (الإنجليزية)
- موريس لي رو على موقع ديسكوغز (الإنجليزية)
- موريس لي رو على موقع قاعدة بيانات الفيلم (الإنجليزية)